# Pepe El Toro
Pepe El Toro es una película de drama y deporte mexicana de 1953, dirigida por Ismael Rodríguez Ruelas y protagonizada por Pedro Infante, Evita Muñoz «Chachita», Amanda del Llano e Irma Dorantes. Esta fue la última parte de una trilogía de películas centradas en el personaje de Pepe "El Toro", precedida por Nosotros los pobres y Ustedes los ricos (ambas de 1948).
Blanca Estela Pavón sólo aparece en fotos, ya que había fallecido en un accidente aéreo tres años antes (1949), por ello la película fue dedicada a su memoria y nominada a tres Premios Ariel.
Una cuarta película planeada en la serie fue cancelada cuando Infante falleció en un accidente aéreo en 1957.

## Argumento
Pepe «el Toro» atraviesa dificultades económicas y recurre al boxeo y a un préstamo de su amigo, Lalo Gallardo, para mejorar su carpintería. Deudas anteriores hacen que pierda la maquinaria recién comprada, con la obligación de pagar el préstamo, Pepe El Toro se va fuera de México a perseguir una carrera como boxeador y consigue mucho éxito. Vuelve a México y Pepe, invicto, participa en una pelea con su amigo, Lalo Gallardo, donde accidentalmente lo mata. 
Pepe busca el perdón de la viuda, Amalia, y termina ganándose su amistad y la de sus hijos. Se organiza una pelea con el campeón, Bobby Galeana, a quien vence inesperadamente.

## Reparto
- Pedro Infante como Pepe «el Toro»
- Evita Muñoz como Chachita
- Amanda del Llano como Amalia
- Irma Dorantes como Lucha
- Freddy Fernández como Atita
- Fernando Soto "Mantequilla" como Antonio Feliciano de la Rosa
- Juan Orraca como Don Pancho, entrenador
- Armando Velcomoco como licenciado
- Felipe Montoya como delegado
- Elodia Hernández como doña Rafaela
- Joaquín Cordero como Lalo Gallardo
- Wolf Ruvinskis como Bobby Galeana

### Sin acreditar
- Pedro Ortega «el Jaibo» como boxeador
- Vaquero Caborca como boxeador
- Lucio Moreno como boxeador
- Luis Villa como boxeador
- Pituca Pérez como boxeador
- Toni León como boxeador
- Roberto Mar como boxeador
- Caballero Huaracha como boxeador
- El Sapo como boxeador
- Emilio Quiroz como el Torito

## Producción
La actriz Blanca Estela Pavón retomaría su papel como Celia «la Chorreada», pero debido a su inesperada muerte ocurrida en 1949, únicamente se honró su memoria y se despidió a su papel con una escena en la que aparece una fotografía suya.

## Recepción

### Crítica
La película fue nominada a tres Premios Ariel.